# El Querforadat
El Querforadat es una entidad de población española del municipio de Cavá, perteneciente a la provincia de Lérida, en la comunidad autónoma de Cataluña. Está ubicada en la comarca del Alto Urgel.

## Geografía
El pueblo, que en 2005 tenía 15 habitantes censados, está formado por una veintena de casas (entre ellas, cal Dominguet, Cal Vives, Cal Conrad, cal Garreta, cal Ferrer, cal Coix, cal Climent y otras) a resguardo de un promontorio rocoso (un quer) que termina en el castillo, al norte, a 1414 m. Las viviendas se hallan alienadas de sur a norte entre los torrentes del Coll del Quer y del Solà, que van de oeste a este, y a la izquierda del río Naval, que desciende de la cercana cara norte de la sierra del Cadí, al sur, y se convierte luego en el río del Quer, afluente del Segre. Unos 500 m al oeste se halla el Tossal del Quer, de 1818 m.

## Historia
En 1620, Gaspar Galceran de Castre-Pinós de So i Aragó, primer conde de Guimerà, se tituló vizconde de Querforadat, título que adoptaron sus descendientes.
Hacia mediados del siglo XIX, el lugar, ya por entonces perteneciente a Cavá, tenía contabilizada una población de 80 habitantes. Aparece descrito en el decimotercer volumen del Diccionario geográfico-estadístico-histórico de España y sus posesiones de Ultramar de Pascual Madoz de la siguiente manera:

QUERFORADAT: l. del ayunt. de Cava en la prov. de Lérida, part. jud y dióc. de Seo de Urgel, aud. terr. y c. g. de Barcelona. sit. en terreno montuoso y quebrado, y clima frio. Consta de 30 casas é igl. parr. (San Ginés), de la que depende el anejo de Borgusa; el curato es de primer ascenso y lo sirve el cura párroco y un beneficiado de sangre. Confina por el N. con Bar y Bejech; E. Villich; S. San Martí del Puij, y O. Cava. El terreno es montuoso, de mala calidad, y le baña un barranco con el mismo nombre del pueblo. caminos: locales y de herradura. prod.: centeno, cebada y pocas legumbres; cria ganado lanar y cabrío y caza de conejos, liebres y perdices. pobl.: 15 vec., 80 alm. riqueza imp.: 19,682 rs. contr.: el 14'48 por 100 de esta riqueza.
(Madoz, 1849, p. 312)

## Patrimonio
En la localidad hay una iglesia parroquial bajo la advocación de San Ginés.

## Fiestas
La fiesta mayor se celebra el primer domingo después del 15 de agosto. El antiguo castillo de Quer pertenecía a los condes de Cerdanya y más tarde a los Pinós.

## Ascensiones
Desde aquí se asciende a las canales de Baridana (Vulturó o Puig de la Canal Baridana, 2647 m, el más alto de la sierra del Cadí), el Ordiguer y Cristall (Puig de la Canal del Cristall, 2563 m, y Pic de la Costa Cabirolera, 2.604 m, el más alto de la provincia de Barcelona), clásicos de las ascensiones.